# Altägyptische Kunst

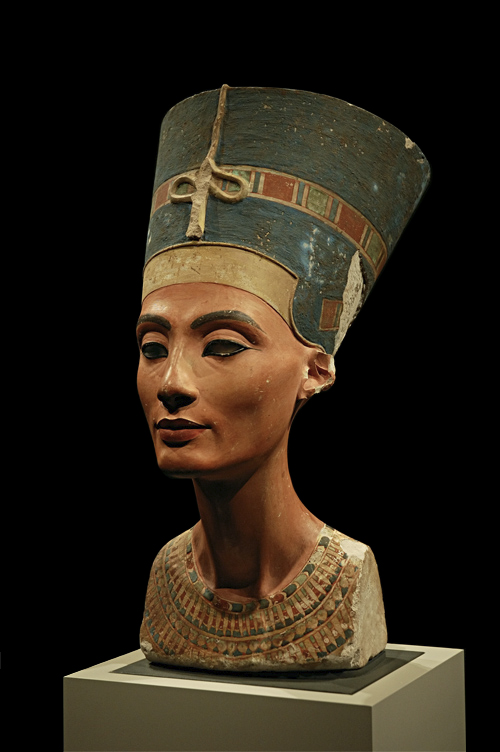
Büste der Königin Nofretete, 18. Dynastie (Neues Reich, Amarna-Zeit)

Altägyptische Kunst ist die Sammelbezeichnung für die Werke der bildenden Kunst aus den verschiedenen Perioden des pharaonischen Ägypten. Werke der Literatur und der Musik werden in der Regel nicht von dem Begriff erfasst.
Die altägyptische Kunst liegt vor allem in Werken der Malerei, der Reliefkunst, der Plastik sowie der Architektur vor. Weiterhin werden auch zahlreiche Werke des gehobenen Kunsthandwerks dazugerechnet. Einen wichtigen Einblick in die „Werkstatt“ altägyptischer Künstler gewähren die so genannten Ostraka, kleine Kalkstein-Scherben, auf denen die Künstler oft Entwurfszeichnungen angefertigt haben und die in großer Zahl erhalten sind.
Räumlich, zeitlich und stilistisch lässt sich die altägyptische Kunst ziemlich genau eingrenzen. Ihre typische Formensprache ist originär und wird selbst von Laien ohne Schwierigkeiten als altägyptisch erkannt. Durch die geographische Geschlossenheit ihres Verbreitungsgebietes hat sie nicht viele Einflüsse von außen aufgenommen, aber auch nicht viel Einfluss auf andere Kulturen ausgeübt. Über viele Jahrhunderte in Europa vergessen, wurde sie in der Frühen Neuzeit wiederentdeckt und erfreut sich eines großen Interesses in breiten Schichten der Bevölkerung in der westlichen Welt.

## Charakteristik

### Naturalismus versus Formalismus

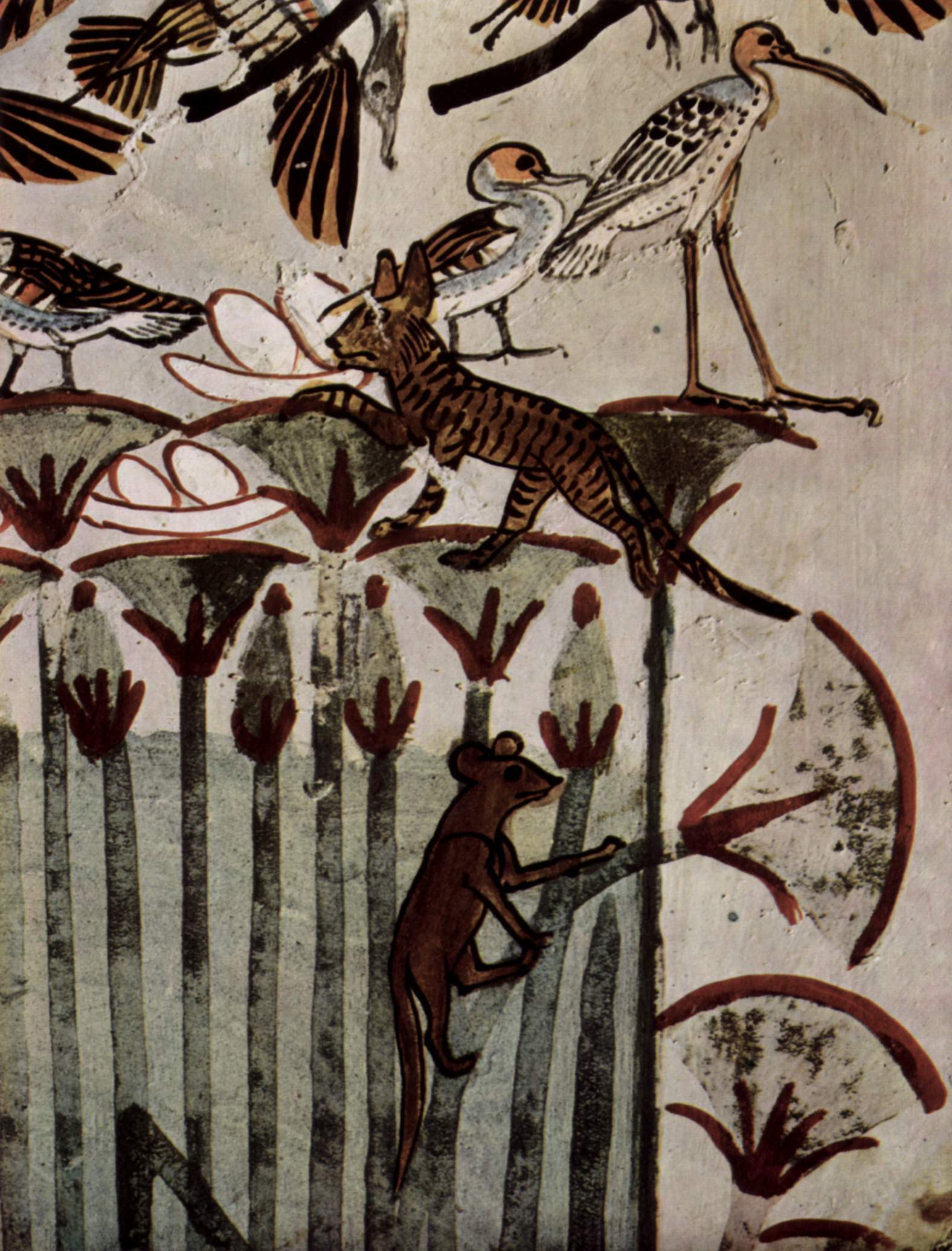
Grabkammer des Menna (TT69): Naturalismus in Darstellung der Natur: Tiere in den Marschen (Neues Reich)

Die Kunst des Alten Ägypten zeichnet sich einerseits durch eine strenge Formalisierung und Kanonisierung, andererseits aber auch durch einen hohen Grad an Naturalismus und Detailtreue aus.
Naturalismus herrscht in Darstellungen der Natur, bei Pflanzen und Tieren, aber auch von handwerklichen, landwirtschaftlichen und anderen praktischen Tätigkeiten vor, wie Schifffahrt, Jagd und Fischfang. So sind die Spezies dargestellter Tiere meist zoologisch einwandfrei zu identifizieren (siehe dazu auch Fisch im Alten Ägypten, Gänse von Meidum).
Bei der Darstellung von Menschen, in denen es auf die gesellschaftliche Repräsentation oder gar herrschaftliche Funktion der abgebildeten Personen ankommt, folgt die Darstellungsweise strengen Regeln und einem komplizierten Kanon, der von Dynastie zu Dynastie je nach gesellschaftlicher Struktur und herrschenden Machtverhältnissen stark schwanken konnte. Beherrschendes Stilmittel ist hier die Bedeutungsperspektive. Weitere Elemente sind die Tracht der dargestellten Personen und ihre Kopfbedeckungen sowie zusätzliche Attribute wie in der Hand gehaltene Gegenstände. Inwieweit hier tatsächliches zeremonielles Auftreten der Personen realistisch abgebildet wurde, lässt sich aus heutiger Sicht nicht mehr rekonstruieren.
Die Darstellung von Menschen, die nicht bei praktischen Tätigkeiten abgebildet sind, unterliegt generell einem strengen Formalismus. Die Körperhaltung ist sowohl im Sitzen als auch im Stehen sehr steif und gerade. Bei stehenden Personen nehmen Männer eine Schrittstellung ein (linker Fuß vorn) und halten die Hände zur Faust geballt, Frauen haben ihre Füße auf gleicher Höhe und die Hände geöffnet. Die Hautfarbe ist bei Männern rotbraun, bei Frauen ockergelb, also deutlich heller.

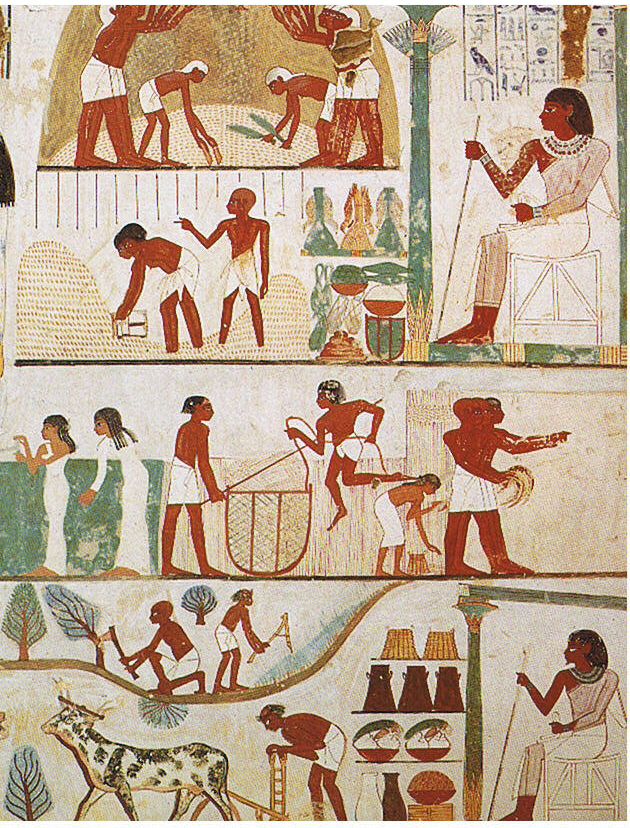
Grab des Nacht (TT52): der Grabherr ist größer als seine Diener wiedergegeben (Neues Reich)

Besonders abstrakt oder allegorisch sind die Darstellungen von Szenen aus der Götterwelt und dem Jenseits sowie die Darstellung kosmischer Vorgänge. Diese Darstellungen überfordern mit ihrer Ikonographie den modernen Betrachter in der Regel erheblich (siehe dazu auch: Glühbirnen von Dendera). Oft sind es nur die Beischriften, die diese Szenarien für den modernen Menschen halbwegs verständlich machen. Dabei sind die verwendeten Darstellungselemente (Menschengestalten, Tiergestalten, Pflanzen, Gegenstände und kosmische Objekte) durchaus konkret, sie gewinnen jedoch in ihrer spezifischen Kombination eine neue Bedeutung, die sich dem uneingeweihten Betrachter nicht auf den ersten Blick erschließt. Bekanntestes Beispiel sind die Götterdarstellungen in Form von Menschengestalten mit Tierköpfen, die zu vielen Missverständnissen und zu Einschränkungen der ansonsten hohen Wertschätzung der altägyptischen Kultur in späteren Epochen geführt haben.

### Aspektive und Perspektive, Fläche und Raum
Die bildlichen Darstellungen in Malerei und Relief (Flachbild) wirken in der Regel wie auf die Fläche der Darstellungsebene ausgebreitet. Dabei wird vermieden, dass sich Gegenstände oder Personen gegenseitig, auch nur teilweise, überlappen oder gar verdecken. Demzufolge wird auch auf eine Hintergrundgestaltung verzichtet. Figuren stehen in der Regel vor einer leeren Fläche.
Oft werden verschiedene Sichtwinkel auf denselben Gegenstand oder dieselbe Szene in einem Bild vereint. So werden beispielsweise Menschen, die an einer Wasserfläche stehen, von der Seite abgebildet, die Wasserfläche jedoch von oben. Ähnliches gilt für Tischoberflächen und Spielbretter, aber auch für Mauern von Gebäuden.
Besonders typisch ist für die altägyptische Kunst die Form der Darstellung menschlicher Figuren im Flachbild. Dabei werden der Kopf von der Seite, ein Auge, Schultern und Brust von vorn, die Hüfte und die Beine von der Seite abgebildet. Dies erfolgte in dem Bestreben, den Menschen möglichst vollständig abzubilden. Dieses auffällige Stilelement wird „Aspektive“ (nach Emma Brunner-Traut) oder „Geradvorstelligkeit“ (nach Heinrich Schäfer) genannt.

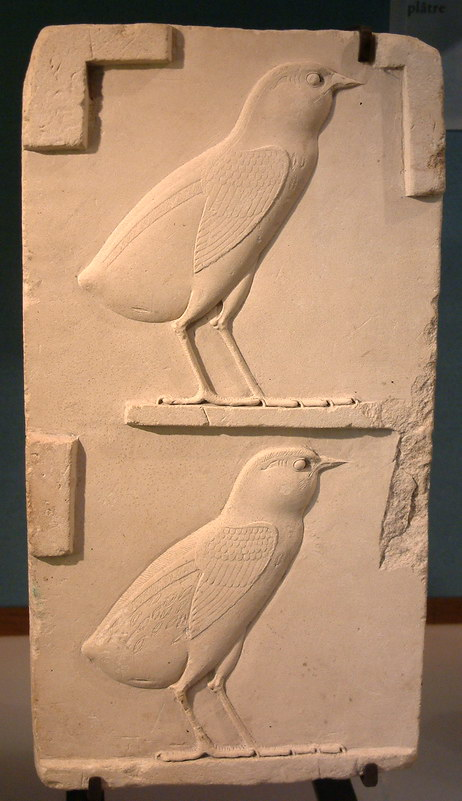
Aufwändig bildhaft ausgeführte Hieroglyphen

Die Tiefe des Raumes wird zwar in der Regel nicht dargestellt, doch ist es üblich, homogene Gruppen von Menschen oder Tieren (Gruppen von Dienern, Gruppen von Kriegsgefangenen, Tierherden, Pferdegespanne vor Streitwagen etc.) geometrisch präzise nach hinten gestaffelt, überlappend darzustellen. So wird eine gleichförmige Vielzahl angedeutet, ohne viel Platz zu verschwenden.
In der Malerei haben Farbflächen oft – wie in modernen Comics – eine schwarze Randzeichnung. Die meist mit leuchtenden Farben ausgemalten Flächen weisen in der Regel auch keine Schattierungen, Spitzlichter oder Farbverläufe auf. Ein Schlagschatten wird ebenfalls nicht dargestellt.

### Integration von Schrift und Bild
Typisch für die altägyptische Kunst ist die Integration von kunstvoll ausgeführten Texten der Hieroglyphenschrift in die bildlichen Darstellungen, also in Malerei und Relief. Teilweise sind Schriftzeichen und bildliche Darstellungen derart ähnlich ausgeführt, dass die Unterscheidung schwerfällt. Besonders bei Götter- und Königsdarstellungen sind als Attribute der Figuren der Einsatz von Hieroglyphen üblich. So können Götter zur Identifikation ein Schriftzeichen ihres Namens auf dem Kopf tragen oder das Zeichen für „Leben“ (Anch) in der Hand halten, damit ihre lebenspendende Funktion zum Ausdruck kommt.

### Vollständigkeit
Die altägyptische Kunst strebt nach einer möglichst vollständigen Abbildung des Dargestellten. Teilansichten, Gesichtsporträts oder Bildausschnitte widersprechen der altägyptischen Auffassung von Kunst, der auch eine magische Funktion beigemessen wird. So wird immer eine enge Beziehung zwischen dem Bild und dem Dargestellten angenommen. Eine Zerstörung eines Bildes hätte auch unangenehme Folgen für den, die oder das Dargestellte. Heute in den Kunstsammlungen zu findende unvollständige Abbildungen sind einerseits entweder Übungsstücke oder Vorlagen als Hilfsmittel für Künstler (Büste der Nofretete, Ostraka) oder andererseits Bestandteile umfassender Werke (Totenmasken als Bestandteile einer als vollständig gedachten Mumie).
Da insbesondere Statuen und Reliefs religiöse Bedeutung hatten und im Rahmen von Ritualen wiederbelebt wurden, führte jede Beschädigung (nicht nur, aber auch im Rahmen eines Ikonoklasmus) dazu, dass betroffene Körperteile ihre Funktion nicht mehr erfüllen konnten. Ohne Nase konnte der Geist der Statue nicht mehr atmen (d. h. nicht mehr leben), ohne Ohren wurden Gebete nicht mehr erhört, ohne den linken Arm (mit dem Opfergaben dargebracht wurden) konnte nicht mehr geopfert werden, ein fehlender rechter Arm verhinderte die Entgegennahme eines Opfers und so fort. Bei Beschädigungen von Statuen und Reliefs muss daher immer Vandalismus in Betracht gezogen werden. Dies erklärt, warum z. B. beschädigte Nasen nicht nur bei zahlreichen Statuen (vordergründig erklärbar durch die exponierte Lage, die zufällige Beschädigungen begünstigt), sondern auch bei vielen Reliefs (bei denen Nasen nicht anfälliger für Zerstörungen als andere Körperteile sind) vorkommen.

## Zeitliche Eingrenzung
Die Herausbildung der altägyptischen Kunst fand parallel zur Formierung des pharaonischen Staates um das Jahr 3000 vor Christus statt. Bereits zu diesem Zeitpunkt bildeten sich die bis heute als typisch empfundenen Stilelemente, die über fast drei Jahrtausende erstaunlich konstant blieben. Aus diesem Grund sind Werke der altägyptischen Kunst auch von Laien leicht als solche zu erkennen.
Über diesen langen Zeitraum sind nur wenige Stilelemente aus anderen Ländern in die altägyptische Kunst eingeflossen, selbst zu Zeiten der Fremdherrschaft in der Spätzeit bleibt fremdländischer Einfluss vergleichsweise gering. Erst mit der Herrschaft der Ptolemäer drangen Elemente der griechischen Kunst nach Ägypten ein. In dieser Zeit kann man noch eine strenge Trennung des altägyptischen Stils und der hellenistischen Kunst, die in den griechischen Städten, wie Alexandria vorherrschte, beobachten. Unter der römischen Besatzung vermischten sich beide Elemente vor allem in der funerären Kunst. Tempel ägyptischer Gottheiten wurden auch zu dieser Zeit weiterhin in rein ägyptischem Stil erbaut.
Mit dem Aufkommen des Christentums wurde Ägypten eine Kulturprovinz des byzantinischen Reiches und damit in künstlerischer Hinsicht zu einem Teil des spätantiken Mittelmeerraumes. Dabei lebten altägyptische Elemente aber im Detail noch fort (siehe auch Koptische Kunst, Koptisches Museum (Kairo)).

## Räumliche Eingrenzung
Die Werke der altägyptischen Kunst sind räumlich auf das Niltal und das Nildelta sowie die umliegenden Oasen beschränkt. Die Ausstrahlung nach Süden wechselte und hing von der Ausweitung der ägyptischen Herrschaft über die Völker des Sudans (Nubien, Reich von Kusch) ab. Jedoch war die Kunst im Reich von Kusch stark von der ägyptischen Formensprache geprägt.
Trotz längerer ägyptischer Herrschaft in Palästina und Syrien finden sich in diesen Gegenden nur wenige altägyptische Kunstwerke und Baudenkmäler. Ägyptische Einflüsse sind hier vor allem in der Kleinkunst zu bemerken. Im zweiten vorchristlichen Jahrtausend tragen syrische Siegel ägyptische Motive, später sind es vor allem Elfenbeineinlagen.

## Altägyptische Künstler
Wie im europäischen Mittelalter wurde auch im Alten Ägypten nicht zwischen Handwerk und Kunst unterschieden. Der Künstler und der Handwerker standen auf derselben gesellschaftlichen Stufe und arbeiteten im Auftrag des Staates, des Königs und der Tempel. Künstler wurden auch nicht durch ihre eigene künstlerische Leistung bekannt, denn gerade bei Großprojekten wie der Ausstattung von Bauwerken oder Gräbern arbeiteten Spezialisten arbeitsteilig zusammen.
Namentlich sind jedoch zahlreiche Künstler zusammen mit ihren Familien und Handwerker überliefert, die im Verlaufe des Neuen Reiches an der Ausgestaltung der Königsgräber im Tal der Könige gearbeitet haben. Sie wohnten in einer speziellen Arbeitersiedlung, die heute Deir el-Medina genannt wird, weitab vom fruchtbaren Niltal. Die Ruinen dieser Siedlung sind bis heute erhalten, denn sie wurden nicht wie andere altägyptische Siedlungen mehrfach überbaut. Durch Funde zahlreicher Alltagsaufzeichnungen der hier wohnenden Familien besteht deshalb eine genaue Kenntnis des Alltags dieses Gemeinwesens.
Bekannt sind auch die künstlerisch erstklassig ausgestatteten Familiengräber, die sich die hier wohnenden Spitzenkünstler des Neuen Reiches für den Eigenbedarf angelegt haben (zum Beispiel TT1).
Ein weiterer namentlich bekannter Künstler war Thutmosis, der Oberbildhauer des Königs Echnaton in Amarna. In seiner Werkstatt fand Ludwig Borchardt 1912 die berühmte Büste der Königin Nofretete, die als eines der bekanntesten Kunstwerke des alten Ägyptens gilt.

## Rezeption in späteren Epochen

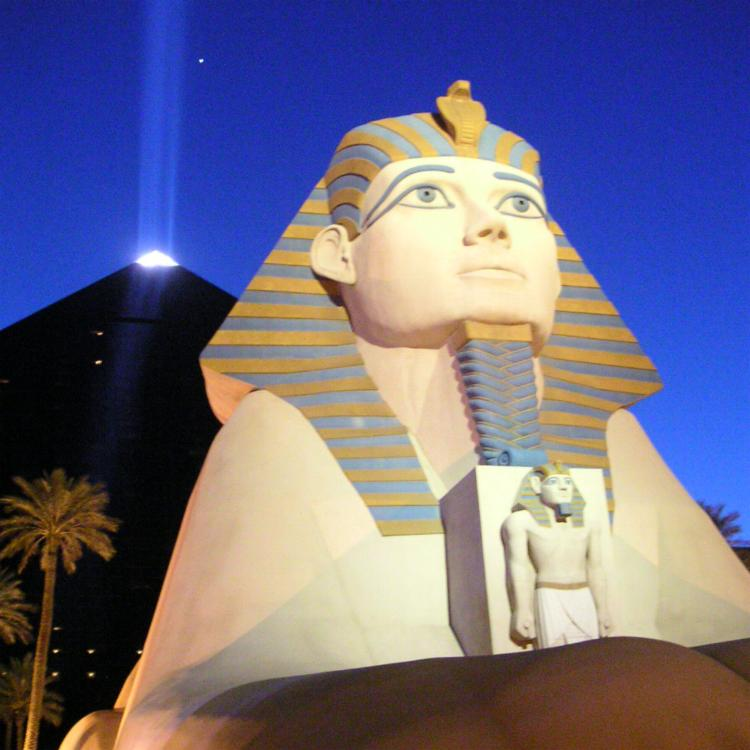
Luxor Hotel mit Sphinx in Las Vegas/USA, eröffnet 1993

Bereits in der griechischen und römischen Antike erfreute sich die ägyptische Kultur einer hohen Wertschätzung. Dies betraf auch zu einem gewissen Grade die ägyptische Kunst. So wurden bereits in der Antike ägyptische Obelisken nach Rom transportiert und dort aufgestellt. In der römischen Kaiserzeit waren ägyptisierende Motive, vor allem in der Wandmalerei, sehr beliebt.
Im Laufe des Mittelalters geriet Ägypten aus dem Blickfeld der Europäer und wurde nur noch aus der biblischen Überlieferung wahrgenommen.
Dies änderte sich durch die Erschließung griechischer Quellen im Zuge der Renaissance. Die Vorstellung von der ägyptischen Kunst blieb aber aufgrund mangelnden Bildmaterials eher verschwommen. Erst durch die Ägyptische Expedition Napoleons ab 1798 verbesserte sich die Kenntnis der antiken ägyptischen Kultur in Europa deutlich. Daran hatten die von Napoleon mitgeführten Wissenschaftler und Künstler den größten Anteil. Die Resultate ihrer Forschungen wurden in der umfangreichen Text- und Bildsammlung Description de l’Égypte veröffentlicht. Bedeutendste einzelne Entdeckung war der Fund des Steins von Rosette am 15. Juli 1799, der letztlich die Entzifferung der altägyptischen Hieroglyphen durch Jean-François Champollion ermöglichte. Diese Entdeckungen lösten in Europa eine wahre Ägyptomanie aus, was sich in späteren Jahrzehnten mehrfach wiederholen sollte. Ägyptisierende Motive sind bis heute im modernen Kunsthandwerk und der Architektur zu finden (siehe dazu: Luxor Hotel and Casino).
Im 19. Jahrhundert entstand in Europa ein großes Interesse an den altägyptischen Kulturgütern, während die einheimische muslimische, aber auch koptisch-christliche Bevölkerung kein Verständnis für die alte Kultur aufbrachte. Auch die islamischen Herrscher zeigten sich weitgehend desinteressiert an der Hebung der Kunstschätze und erlaubten die massenhafte Ausfuhr nach Europa, was die Museen vor allem in London, Paris, Berlin und Turin füllte. Erst spät wurde unter französischer Führung das Ägyptische Museum in Kairo gegründet, das zur zentralen nationalen Sammelstätte altägyptischer Kunst entwickelt wurde. Später wurde die Ausfuhr altägyptischer Kunst grundsätzlich verboten. Archäologische Funde müssen nach ihrer wissenschaftlichen Bearbeitung vollständig der ägyptischen Altertümerverwaltung zur Aufbewahrung im Ägyptischen Museum in Kairo übergeben werden.

## Bedeutende Kunstsammlungen

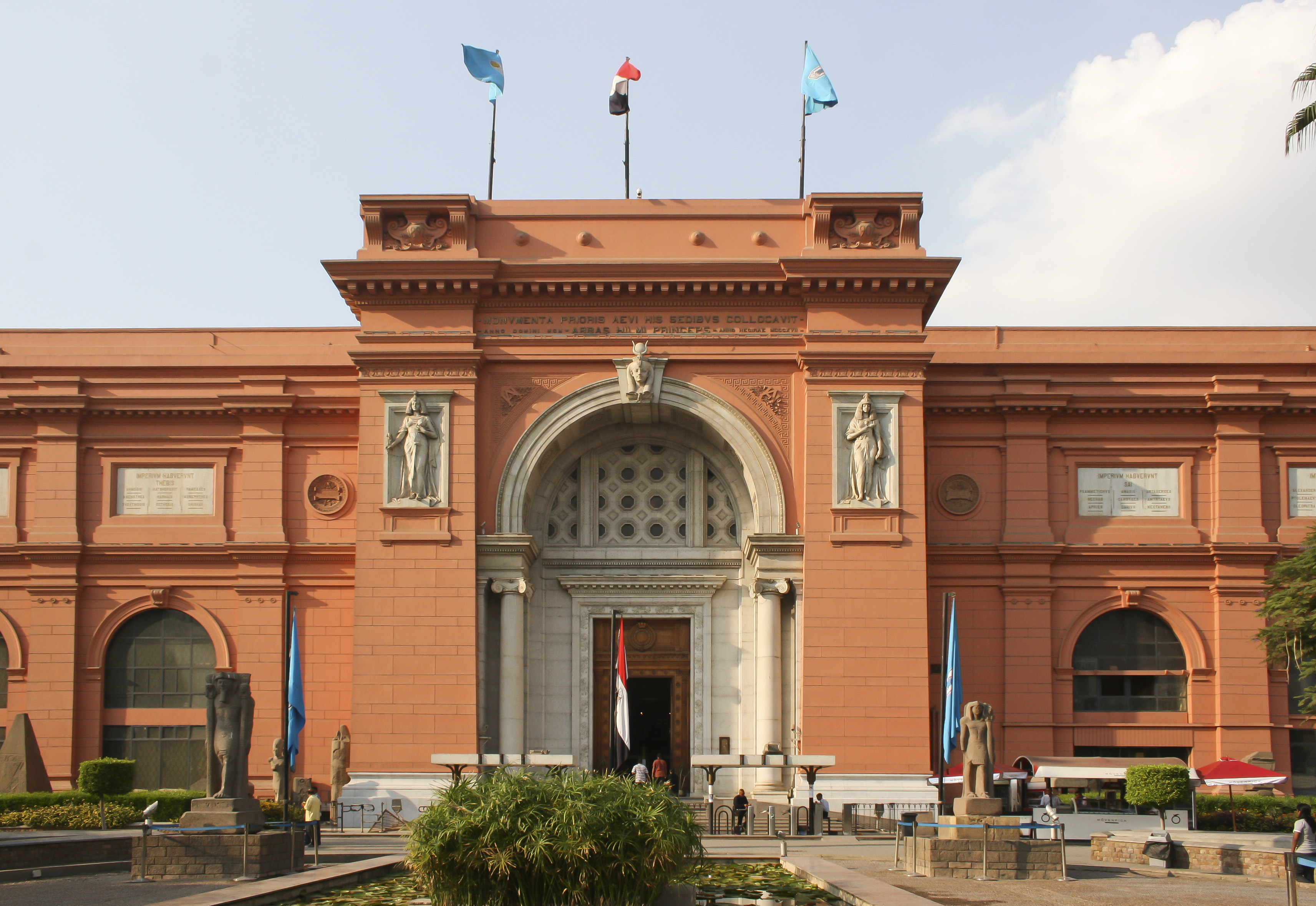
Ägyptisches Museum in der Innenstadt von Kairo

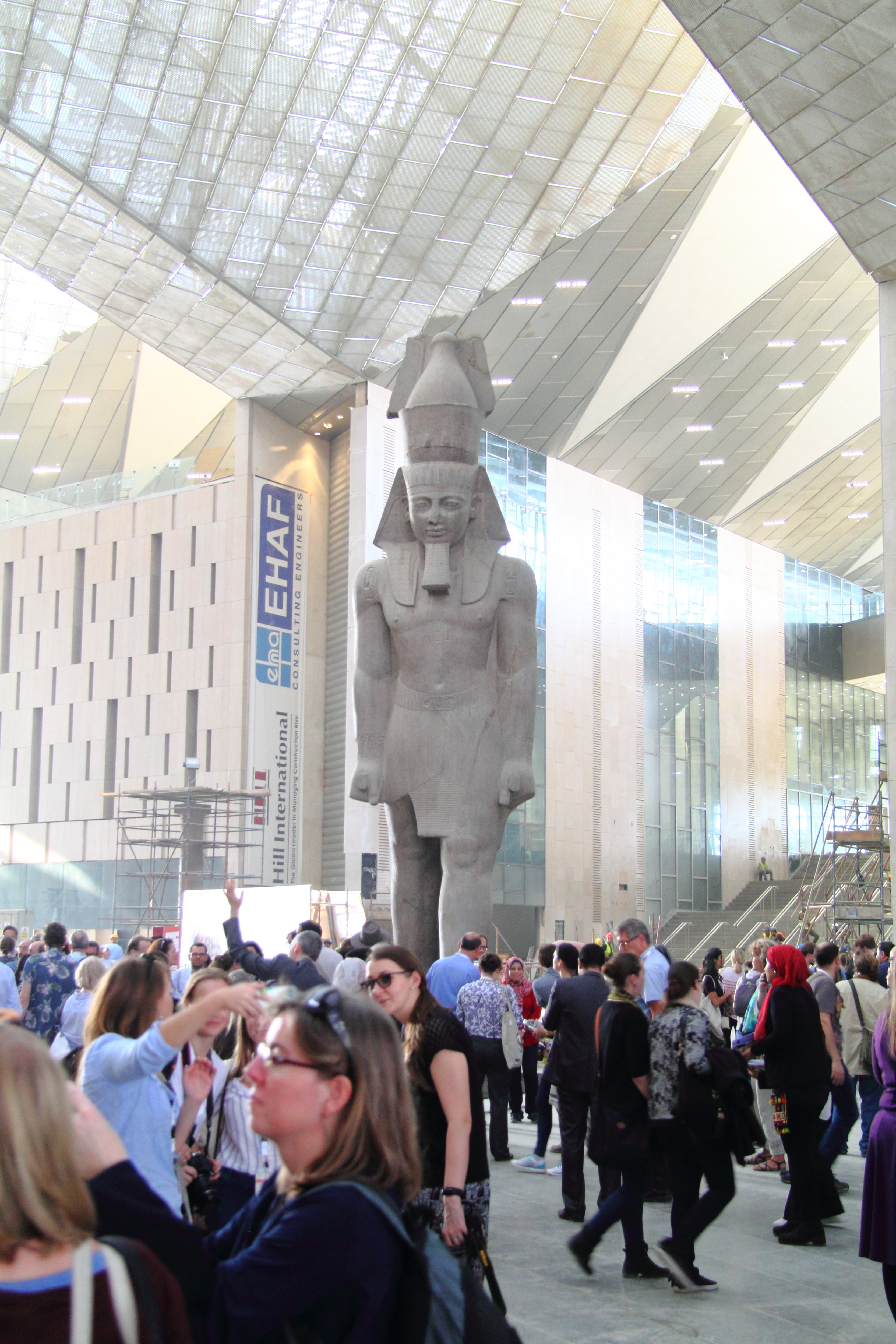
Eingangshalle des noch im Bau befindlichen „Großen Ägyptischen Museums“ in Giza (November 2019)

Die mit Abstand größte Sammlung altägyptischer Kunstwerke in der Welt ist das Ägyptische Museum in Kairo, das ab etwa 2020 durch einen Neubau ergänzt bzw. ersetzt werden wird (siehe Großes Ägyptisches Museum). Außerhalb Ägyptens befinden sich bedeutende Sammlungen im British Museum in London, im Louvre in Paris, im Ägyptischen Museum in Berlin, im Metropolitan Museum of Art in New York, im Museo Egizio in Turin und im Kunsthistorischen Museum in Wien.
Weitere wichtige Sammlungen in Deutschland sind das Staatliche Museum Ägyptischer Kunst in München, das Roemer- und Pelizaeus-Museum in Hildesheim, das Ägyptische Museum in Bonn, das Ägyptische Museum der Universität Leipzig sowie das Museum August Kestner in Hannover. (Siehe dazu auch Liste ägyptologischer Museen und Sammlungen!)